# Джон О'Кіф (нейробіолог)
Джон О'Кіф — американський та британський нейробіолог, лауреат Нобелівської премії з фізіології або медицини за 2014 рік. Нагороджений разом з подружжям Едварда і Мей-Бритт Мозер «за відкриття просторових клітин мозку, що відповідають за систему орієнтації людини у просторі».

## Біографія
Народився у Гарлемі, штат Нью-Йорк, США, в родині механіка-емігранта з Ірландії. Навчався в єзуїтській школі Регіс у Нью-Йорку. Працював на підсобних роботах, потім 3 роки навчався за спеціальністю авіаційного інженера в Нью-Йоркському університеті. Паралельно працював інженером у компанії Grumman Corporation.
У 1960 році зацікавився філософією та вступив до Сіті Коледжу Нью-Йорка. Там інтереси О'Кіфа зсунулися вбік досліджень мозку під впливом етолога Деніела Лермана. Тому 1963 року він вступив до Університету Макгілла, де захистив дисертацію під керівництвом психолога та дослідника болю Роналда Мелзака у 1967 році.